# سس اروپایی
سِس اروپایی (نام علمی: Cuscuta europaea) نام یک گونه از سرده سس است.